# Nataša Ninković
Nataša Ninković (serbiska: Наташа Нинковић) född 22 juli 1972, är en serbisk skådespelare.

## Biografi
Ninković föddes i staden Trebinje, Bosnien och Hercegovina (då Jugoslavien). Hon gick i grundskolan i Trebinje och tog studenten på Belgrads universitet år 1994, tillsammans med skådespelarna Vojin Ćetković, Sergej Trifunović och Nebojša Glogovac.
Hon är gift med Nenad Šarenac, och de har två barn.